# Temple de la renommée du hockey suédois
Le Temple de la renommée du hockey suédois est créé en 2011 avec l'admission, Sven Tumba est intronisé le 13 décembre.

## Liste des membres
| Numéro | Nom                  | Poste      | Date d'intronisation |
| ------ | -------------------- | ---------- | -------------------- |
| 1      | Sven Tumba           | Joueur     | 12 novembre 2011     |
| 2      | Lars Björn           | Joueur     | 9 février 2012       |
| 3      | Börje Salming        | Joueur     | 9 février 2012       |
| 4      | Anders Hedberg       | Joueur     | 11 février 2012      |
| 5      | Håkan Loob           | Joueur     | 11 février 2012      |
| 6      | Ulf Sterner          | Joueur     | 10 février 2012      |
| 7      | Leif Holmqvist       | Joueur     | 10 février 2012      |
| 8      | Roland Stoltz        | Joueur     | 10 février 2012      |
| 9      | Nils Nilsson         | Joueur     | 10 février 2012      |
| 10     | Mats Näslund         | Joueur     | 10 février 2012      |
| 11     | Peter Lindmark       | Joueur     | 1er mai 2012         |
| 12     | Raoul Le Mat         | Entraîneur | 17 mai 2012          |
| 13     | Carl Abrahamsson     | Joueur     | 17 mai 2012          |
| 14     | Sigfrid Öberg        | Joueur     | 17 mai 2012          |
| 15     | Anton Johanson       | Bâtisseur  | 17 mai 2012          |
| 16     | Arne Johansson       | Joueur     | 17 mai 2012          |
| 17     | Kurt Kjellström      | Joueur     | 17 mai 2012          |
| 18     | His Georgii          | Joueur     | 17 mai 2012          |
| 19     | Gustaf Johansson     | Joueur     | 17 mai 2012          |
| 20     | Lennart Svedberg     | Joueur     | 17 mai 2012          |
| 21     | Nils Molander        | Joueur     | 17 mai 2012          |
| 22     | Einar Lundell        | Joueur     | 17 mai 2012          |
| 23     | Ragnar Bäckström     | Arbitre    | 17 mai 2012          |
| 24     | Helge Berglund       | Bâtisseur  | 17 mai 2012          |
| 25     | Åke Andersson        | Joueur     | 17 mai 2012          |
| 26     | Folke Jansson        | Joueur     | 17 mai 2012          |
| 27     | Erik Burman          | Joueur     | 17 mai 2012          |
| 28     | Rudolf Eklöw         | Bâtisseur  | 17 mai 2012          |
| 29     | Lars-Erik Sjöberg    | Joueur     | 17 mai 2012          |
| 30     | Arne Strömberg       | Entraîneur | 17 mai 2012          |
| 31     | Thord Flodqvist      | Joueur     | 17 mai 2012          |
| 32     | Birger Holmqvist     | Joueur     | 17 mai 2012          |
| 33     | Anders Andersson     | Joueur     | 17 mai 2012          |
| 34     | Herman Carlson       | Entraîneur | 17 mai 2012          |
| 35     | Erik Johansson       | Joueur     | 17 mai 2012          |
| 36     | Axel Sandö           | Arbitre    | 17 mai 2012          |
| 37     | Sven Bergqvist       | Joueur     | 17 mai 2012          |
| 38     | Ove Dahlberg         | Arbitre    | 17 mai 2012          |
| 39     | Gösta Johansson      | Joueur     | 17 mai 2012          |
| 40     | Gösta Ahlin          | Arbitre    | 17 mai 2012          |
| 41     | Stig-Göran Johansson | Joueur     | 17 mai 2012          |
| 42     | Sven Thunman         | Joueur     | 17 mai 2012          |
| 43     | Holger Nurmela       | Joueur     | 17 mai 2012          |
| 44     | Sigurd Bröms         | Joueur     | 17 mai 2012          |
| 45     | Hans Mild            | Joueur     | 17 mai 2012          |
| 46     | Hans Öberg           | Joueur     | 17 mai 2012          |
| 47     | Åke Lassas           | Joueur     | 17 mai 2012          |
| 48     | Håkan Wickberg       | Joueur     | 17 mai 2012          |
| 49     | Ronald Pettersson    | Joueur     | 17 mai 2012          |
| 50     | Lennart Johansson    | Joueur     | 17 mai 2012          |
| 51     | Eilert Määttä        | Joueur     | 17 mai 2012          |
| 52     | Lars-Eric Lundvall   | Joueur     | 29 octobre 2012      |
| 53     | Kjell Svensson       | Joueur     | 21 janvier 2013      |
| 54     | Bert-Olov Nordlander | Joueur     | 29 octobre 2012      |
| 55     | Bo Tovland           | Entraîneur | 1er février 2013     |
| 56     | Jörgen Jönsson       | Joueur     | 18 décembre 2012     |
| 57     | Tomas Sandström      | Joueur     | 1er février 2013     |
| 58     | Tomas Jonsson        | Joueur     | 7 mars 2013          |
| 59     | Tommy Salo           | Joueur     | 9 janvier 2013       |
| 60     | Bengt-Åke Gustafsson | Joueur     | 3 mai 2013           |
| 61     | Kent Nilsson         | Joueur     | 3 mai 2013           |
| 62     | Anders Carlsson      | Joueur     | 24 mars 2013         |
| 63     | Rickard Fagerlund    | Entraîneur | 9 février 2013       |
| 64     | Pelle Bergström      | Entraîneur | 18 décembre 2012     |
| 65     | Mats Sundin          | Joueur     | 14 mai 2013          |
| 66     | Peter Forsberg       | Joueur     | 14 mai 2013          |
| 67     | Tord Lundström       | Joueur     | 28 février 2014      |
| 68     | Thomas Rundqvist     | Joueur     | 28 février 2014      |
| 69     | Jonas Bergqvist      | Joueur     | 10 avril 2014        |
| 70     | Ulf Dahlén           | Joueur     | 17 janvier 2014      |
| 71     | Eje Lindström        | Joueur     | 17 janvier 2014      |
| 72     | Markus Näslund       | Joueur     | 18 avril 2014        |
| 73     | Mats Waltin          | Joueur     | 17 janvier 2014      |
| 74     | Mats Åhlberg         | Joueur     | 22 août 2014         |
| 75     | Dan Söderström       | Joueur     | 10 octobre 2014      |
| 76     | Jan-Åke Edvinsson    | Bâtisseur  | 22 août 2014         |
| 77     | Dag Olsson           | Arbitre    | 22 août 2014         |
| 78     | Ulf Lindgren         | Arbitre    | 27 mai 2014          |
| 79     | Lars Tegnér          | Arbitre    | 22 août 2014         |
| 80     | Christer Höglund     | Entraîneur | 22 août 2014         |
| 81     | Viking Harbom        | Entraîneur | 22 août 2014         |
| 82     | Thure Wickberg       | Entraîneur | 22 août 2014         |
| 83     | Ruben Rundqvist      | Entraîneur | 22 août 2014         |
| 84     | Georg Lundberg       | Entraîneur | 22 août 2014         |
| 85     | Per-Eric Lindbergh   | Joueur     | 22 août 2014         |
| 86     | Arne Grunander       | Entraîneur | 22 août 2014         |
| 87     | Börje Idenstedt      | Entraîneur | 22 août 2014         |
| 88     | Kjell Glennert       | Entraîneur | 22 août 2014         |
| 89     | Curt Berglund        | Entraîneur | 22 août 2014         |
| 90     | Stig Nilsson         | Entraîneur | 22 août 2014         |
| 91     | Tommy Sandlin        | Entraîneur | 22 août 2014         |
| 92     | Bo Berglund          | Entraîneur | 22 août 2014         |
| 93     | Carlabel Berglund    | Entraîneur | 22 août 2014         |
| 94     | Sven Nordstrand      | Entraîneur | 22 août 2014         |
| 95     | Folke Lindström      | Entraîneur | 22 août 2014         |
| 96     | Stefan Liv           | Joueur     | 22 août 2014         |
| 97     | Peter Åslin          | Joueur     | 22 août 2014         |
| 98     | Hans Svedberg        | Joueur     | 22 août 2014         |
| 99     | Calle Johansson      | Joueur     | 22 août 2014         |
| 100    | Nicklas Lidström     | Joueur     | 22 août 2014         |
| 101    | Erika Holst          | Joueuse    | 21 mars 2015         |
| 102    | Maria Rooth          | Joueuse    | 22 mars 2015         |
| 103    | Gunilla Andersson    | Joueuse    | 22 mars 2015         |
| 104    | Hans Lindberg        | Joueur     | 7 avril 2015         |
| 105    | Nils Johansson       | Joueur     | 3 novembre 2015      |
| 106    | Mikael Johansson     | Joueur     | 6 février 2016       |
| 107    | Ann-Louise Edstrand  | Joueuse    | 6 février 2016       |
| 108    | Anders Eldebrink     | Joueur     | 11 décembre 2015     |
| 109    | Thommie Bergman      | Joueur     | 4 septembre 2016     |
| 110    | Conny Evensson       | Entraîneur | 11 février 2017      |
| 111    | Gert Blomé           | Joueur     | 31 janvier 2017      |
| 112    | Tommy Albelin        | Joueur     | 27 mars 2017         |
| 113    | Kristina Bergstrand  | Joueuse    | 21 mars 2018         |
| 114    | Ylva Lindberg        | Joueuse    | 21 avril 2018        |
| 115    | Kenny Jönsson        | Joueur     | 22 avril 2018        |
| 116    | Daniel Alfredsson    | Joueur     | 21 novembre 2017     |
| 117    | Annica Åhlén         | Joueuse    | 24 octobre 2018      |
| 118    | Tommy Samuelsson     | Joueur     | 24 octobre 2018      |
| 119    | Lars-Göran Nilsson   | Joueur     | 24 octobre 2018      |
| 120    | Peter Andersson      | Joueur     | 24 octobre 2018      |
| 121    | Tomas Holmström      | Joueur     | 1er octobre 2019     |
| 122    | Fredrik Olausson     | Joueur     | 1er octobre 2019     |
| 123    | Stefan Person        | Joueur     | 1er octobre 2019     |
| 124    | Therese Sjölander    | Joueuse    | 17 novembre 2021     |
| 125    | Fredrik Stillman     | Joueur     | 6 décembre 2021      |
| 126    | Lotta Almblad        | Joueuse    | 29 mars 2022         |
| 127    | Kim Martin Hasson    | Joueuse    | 29 mars 2022         |
| 128    | Charles Berglund     | Joueur     | 29 mars 2022         |
| 129    | Ulf Nilsson          | Joueur     | 29 mars 2022         |